# Watson Lake (Yukon)
Pour les articles homonymes, voir Watson, Lake et Watson Lake.
Watson Lake est un village (town) du territoire du Yukon au Canada, située à l'intersection de la Route de l'Alaska et de la Robert Campbell Highway, à la frontière entre le Yukon et la Colombie-Britannique, près de la rivière Liard. Sa population était de 802 habitants en 2011.
Watson Lake est un centre important de sylviculture au Yukon et a connu une industrie minière, dans l'extraction de l'amiante et du tungstène des monts Mackenzie dans les Territoires du Nord-Ouest.

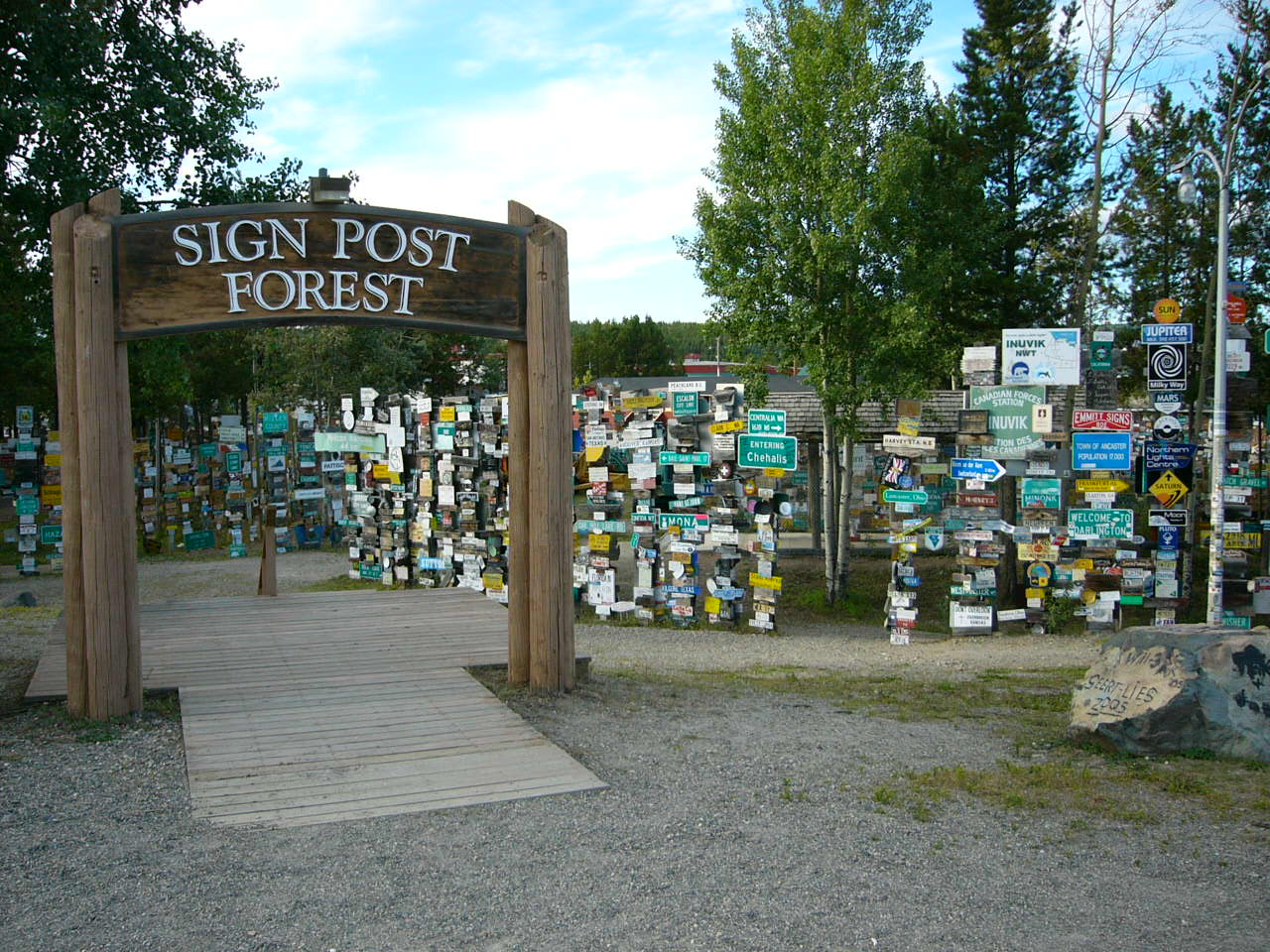
La forêt de panneaux à Watson Lake.

Un centre d'observation et d'étude des aurores boréales s'y trouve ainsi qu'une forêt de panneaux indicateurs créée en 1942 par les personnels militaires qui travaillaient à la construction de la Route de l'Alaska, lesquels avaient pris l'habitude d'y mettre chacun un panneau indiquant la localité d'où ils venaient. La tradition se poursuivant actuellement, il y en a actuellement 76000.
Watson Lake bénéficie d'un climat subarctique avec une moyenne de température de 21 °C en juillet et de −29 °C en janvier. La plus haute température relevée étant de 34 °C en mai 1983 et la plus basse de −59 °C en janvier 1947.

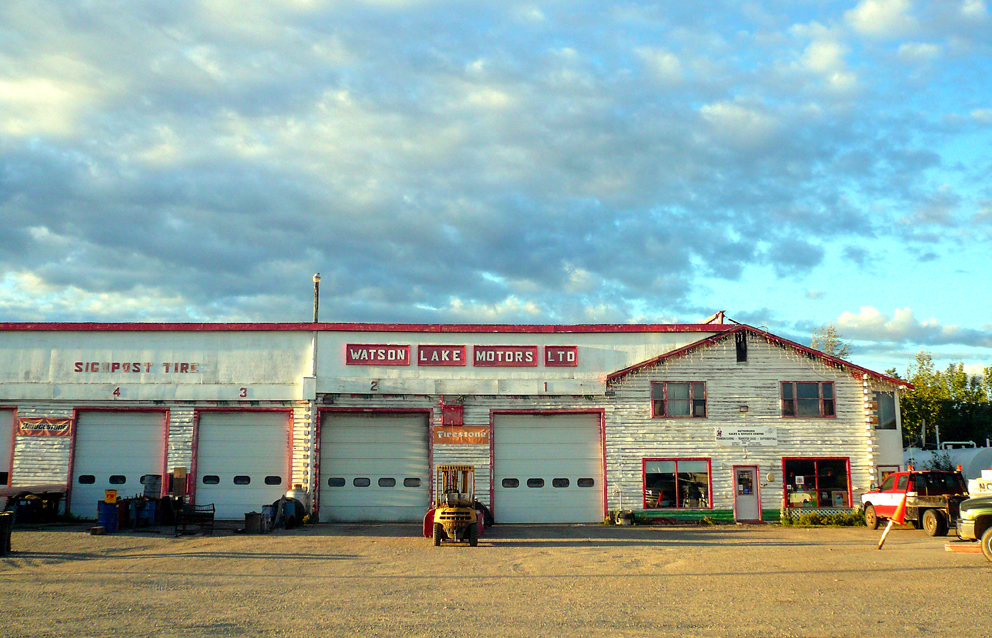
Une activité à Watson Lake.

La ville et sa voisine Upper Liard, constituent les sièges de la Première Nation de Liard, membre du conseil du peuple kaska.

## Démographie
En tant que localité désignée dans le recensement de 2011, Watson Lake a une population de 802 habitants dans 350 de ses 417 logements, soit une variation de -5,2% par rapport à la population de 2006. Avec une superficie de 6,11 km2, ce village possède une densité de population de 131,3 hab/km2 en 2011.
Concernant le recensement de 2006, Watson Lake abritait 846 habitants dans 337 de ses 424 logements. Avec une superficie de 5,16 km2, ce village possédait une densité de population de 163,9 hab/km2 en 2006.
| 2001 | 2006 | 2011 | 2016 |
| ---- | ---- | ---- | ---- |
| 912  | 846  | 802  | 790  |

## Climat
| Mois                                  | jan.       | fév.       | mars       | avril      | mai       | juin      | jui.      | août      | sep.       | oct.       | nov.       | déc.       | année      |
| ------------------------------------- | ---------- | ---------- | ---------- | ---------- | --------- | --------- | --------- | --------- | ---------- | ---------- | ---------- | ---------- | ---------- |
| Température minimale moyenne (°C)     | −27,5      | −23,5      | −17,3      | −6,8       | 1,3       | 6,8       | 9         | 6,9       | 2,2        | −4,7       | −19,3      | −25,6      | −8,2       |
| Température moyenne (°C)              | −22,5      | −17        | −9,6       | 0,1        | 7,6       | 13,2      | 15,3      | 13        | 7,5        | −0,5       | −14,7      | −20,8      | −2,4       |
| Température maximale moyenne (°C)     | −17,5      | −10,4      | −1,8       | 7          | 14        | 19,6      | 21,5      | 19,1      | 12,8       | 3,7        | −10        | −16        | 3,5        |
| Record de froid (°C) date du record   | −58,9 1947 | −56,2 1968 | −46,7 1955 | −32,8 1948 | −16 2002  | −3,3 1940 | 0,6 1969  | −6,7 1941 | −13,9 1983 | −36,6 1984 | −47,5 1985 | −53,3 1984 | −58,9 1947 |
| Record de chaleur (°C) date du record | 8,9 1949   | 12,2 1992  | 11,7 1966  | 20,1 2010  | 34,2 1983 | 33,9 1950 | 35,4 2009 | 32,8 1971 | 27,8 1951  | 21,7 1943  | 12,2 1969  | 8,4 1999   | 35,4 2009  |
| Précipitations (mm)                   | 30,9       | 20,4       | 15,3       | 14,1       | 37,4      | 54,9      | 59,5      | 47,6      | 42,6       | 37,7       | 27,9       | 27,9       | 416,4      |
| dont neige (cm)                       | 40,6       | 28,5       | 19,6       | 11,4       | 3,7       | 0         | 0         | 0,3       | 1,7        | 20,8       | 34,2       | 35,3       | 196,1      |
| Nombre de jours avec précipitations   | 13,2       | 10,3       | 9,9        | 6,3        | 11,5      | 12,7      | 14,8      | 13,7      | 13,8       | 14,4       | 14,6       | 12,6       | 147,2      |
| Humidité relative (%)                 | 75,5       | 73,7       | 59,9       | 46,3       | 41,4      | 43,5      | 47,7      | 49,6      | 56,4       | 69,1       | 79,8       | 76,9       | 60         |
| Nombre de jours avec neige            | 13,9       | 10,8       | 9,8        | 4,8        | 1,5       | 0         | 0         | 0,2       | 1          | 8,3        | 15,2       | 13,2       | 78,7       |

| Diagramme climatique                                  |                |               |           |           |             |           |             |             |             |              |              |
| J                                                     | F              | M             | A         | M         | J           | J         | A           | S           | O           | N            | D            |
| −17,5−27,530,9                                        | −10,4−23,520,4 | −1,8−17,315,3 | 7−6,814,1 | 141,337,4 | 19,66,854,9 | 21,5959,5 | 19,16,947,6 | 12,82,242,6 | 3,7−4,737,7 | −10−19,327,9 | −16−25,627,9 |
| Moyennes : • Temp. maxi et mini °C • Précipitation mm |                |               |           |           |             |           |             |             |             |              |              |